# ECHL
L'ECHL (anciennement Ligue de hockey de la Côte Est - East Coast Hockey League) est une ligue professionnelle de hockey sur glace dont le siège est à Princeton dans le New Jersey. Les équipes qui en font partie sont situées aux États-Unis et au Canada. La ligue a changé de nom le 19 mai 2003 au regard de sa large couverture.
L'ECHL est généralement considérée comme la troisième ligue d'Amérique du Nord après la Ligue nationale de hockey et la Ligue américaine de hockey.

## Historique
En 1988, Henri Brabham fonde l'East Coast Hockey League, qui regroupe cinq équipes de quatre États. Ces premières équipes appartenaient à d'anciennes ligues (Atlantic Coast Hockey League et All-American Hockey League) :
- les Thunderbirds de la Caroline – devenue les Nailers de Wheeling,
- les Panthers d'Érié – devenue  les Salmon Kings de Victoria, avant d'être dissoute en 2011,
- les Chiefs de Johnstown - devenue les Swamp Rabbits de Greenville,
- les Lancers de la Virginie – devenue les Grizzlies de l'Utah,
- les Cherokees de Knoxville – franchise ayant cessé ses activités après avoir été relocalisée sous le nom des Thunderboltz de Myrtle Beach.

Depuis sa création, la ligue a regroupé de nombreuses équipes, avec un record à 31 équipes au cours de la saison 2003-2004.
Le 19 mai 2003, la ligue décide de changer son nom pour ne garder que les initiales anglophone « ECHL » de son ancien nom.
En septembre 2003, la West Coast Hockey League est dissoute et six de ses équipes rejoignent les rangs de l'ECHL. Pour la saison 2017-2018, 27 équipes sont engagées.
En 2021, les Lions de Trois-Rivières deviennent la première équipe du Québec à intégrer la ligue.

## Équipes actuelles
| Association de l'Est    | Association de l'Est            | Association de l'Ouest    | Association de l'Ouest   |
| Division Nord           | Division Sud                    | Division Centrale         | Division Montagne        |
| Thunder de l'Adirondack | Gladiators d'Atlanta            | Bison de Bloomington (en) | Americans d'Allen        |
| Mariners du Maine       | Stingrays de la Caroline du Sud | Cyclones de Cincinnati    | Steelheads de l'Idaho    |
| Admirals de Norfolk     | Everblades de la Floride        | Komets de Fort Wayne      | Mavericks de Kansas City |
| Royals de Reading       | Swamp Rabbits de Greenville     | Fuel d'Indy               | Rush de Rapid City       |
| Lions de Trois-Rivières | Icemen de Jacksonville          | Heartlanders de l'Iowa    | Knight Monsters de Tahoe |
| Nailers de Wheeling     | Solar Bears d'Orlando           | Wings de Kalamazoo        | Oilers de Tulsa          |
| Railers de Worcester    | Ghost Pirates de Savannah       | Walleye de Toledo         | Grizzlies de l'Utah      |
| -                       | -                               | -                         | Thunder de Wichita       |

| Légende : Nord Sud Centrale Montagne Thunder Mariners Royals Lions Railers Admirals Nailers Gladiators Everblades Swamp Rabbits Icemen Solar Bears Stingrays Ghost Pirates Cyclones Komets Fuel Heartlanders Wings Walleye Bison Americans Steelheads Mavericks Rush Grizzlies Oilers Thunder Knight Monsters |

| Légende : Nord Lions |

## Temple de la renommée
Afin de célébrer le vingtième anniversaire de la ligue, les dirigeants du circuit fondent en 2008 le Temple de la renommée de la ligue. Les membres du Temple peuvent être intronisés sous quatre catégories : joueur, entraîneur, bâtisseur et arbitre.
Pour être intronisés, les joueurs doivent avoir terminé leur carrière professionnelle en ayant disputé un minimum de trois saisons dans la ligue, les entraîneurs quant à eux doivent avoir commencé leur carrière professionnelle en ECHL et s'être démarqués ensuite dans la Ligue nationale de hockey. Ils doivent avoir pris part à au moins 260 rencontres dans les trois ligues majeures d'Amérique : la Ligue nationale de hockey, la Ligue américaine de hockey et l'ECHL. Les bâtisseurs peuvent être intronisés même s'ils sont encore en activité dans la ligue alors que les arbitres doivent avoir terminé leur carrière depuis au moins trois saisons.
Chaque année, le temple accueille un maximum de cinq membres. Des limites sont également établies à trois joueurs, à deux bâtisseurs, un entraîneur et un arbitre chaque année. Les membres du Temple sont élus par un comité de sélection choisi par les dirigeants de la ligue.
Les premiers membres sont admis dans le cadre du Match des étoiles de l'ECHL de 2008 qui se déroule à Stockton en Californie. En plus des joueurs Chris Valicevic et Nick Vitucci, Henry Brabham, qui fut le fondateur de l'ECHL, ainsi que Patrick J. Kelly, qui en fut le premier commissaire, sont intronisés à cette occasion.

### Membres du Temple
| Année | Nom                  | Catégorie               |
| ----- | -------------------- | ----------------------- |
| 2008  | Henry Brabham        | Membre de la Ligue      |
| 2008  | Patrick J. Kelly     | Commissaire             |
| 2008  | Chris Valicevic      | Joueur                  |
| 2008  | Nick Vitucci         | Joueur                  |
| 2009  | John Brophy          | Entraîneur              |
| 2009  | Blake Cullen         | Propriétaire            |
| 2009  | Tom Nemeth           | Joueur                  |
| 2009  | Rod Taylor           | Joueur                  |
| 2010  | Cam Brown            | Joueur                  |
| 2010  | E.A. « Bud » Gingher | Propriétaire, président |
| 2010  | Olaf Kölzig          | Joueur                  |
| 2010  | Darryl Noren         | Joueur                  |
| 2011  | Richard Adams        | Membre de la Ligue      |
| 2011  | Phil Berger          | Joueur                  |
| 2011  | Luke Curtin          | Joueur                  |
| 2011  | Joe Ernst            | Arbitre                 |
| 2012  | Bill Coffey          | Membre de la Ligue      |
| 2012  | Sheldon Gorski       | Joueur                  |
| 2012  | John Marks           | Entraîneur              |
| 2012  | Dave Seitz           | Joueur                  |
| 2012  | Bob Woods            | Joueur                  |
| 2013  | Dave Craievich       | Joueur                  |
| 2013  | Marc Magliarditi     | Joueur                  |
| 2013  | Steve Poapst         | Joueur                  |
| 2013  | Darren Schwartz      | Joueur                  |
| 2014  | James Edwards        | Président               |
| 2014  | Wes Goldie           | Joueur                  |
| 2014  | Allan MacIsaac       | Entraîneur              |
| 2014  | John Spoltore        | Joueur                  |
| 2015  | Darren Colbourne     | Joueur                  |
| 2015  | Louis Dumont         | Joueur                  |
| 2015  | Scott Sabatino       | Membre de la Ligue      |
| 2015  | Carl Scheer          | Propriétaire, président |
| 2016  | Daniel Berthiaume    | Joueur                  |
| 2016  | Craig Brush          | Manager                 |
| 2016  | Allan Sirois         | Joueur                  |
| 2017  | T. Paul Hendrick     | Membre de la Ligue      |
| 2017  | Rick Kowalsky        | Joueur, entraîneur      |
| 2017  | Brad Phillips        | Arbitre                 |
| 2018  | Steve Chapman        | Manager, président      |
| 2018  | Sam Ftorek           | Joueur                  |
| 2018  | Jason Saal           | Joueur                  |
| 2019  | Jim Bermingham       | Joueur                  |
| 2019  | Alex Hicks           | Joueur                  |
| 2019  | Rick Judson          | Joueur                  |
| 2019  | Brian McKenna        | Commissaire, manager    |
| 2020  | Jared Bednar         | Joueur, entraîneur      |
| 2020  | Dany Bousquet        | Joueur                  |
| 2020  | Derek Clancey        | Joueur                  |
| 2020  | Glen Metropolit      | Joueur                  |
| 2022  | Ray Harris           | Propriétaire            |
| 2022  | Brett Marietti       | Joueur                  |
| 2022  | Joel Martin          | Joueur                  |
| 2022  | Tim Novak            | Joueur                  |
| 2023  | Mark Bernard         | Joueur                  |
| 2023  | Scott Bertoli        | Joueur                  |
| 2023  | Victor Gervais       | Joueur                  |
| 2023  | Dana Heinze          | Staff technique         |
| 2024  | Scott Burfoot        | Joueur                  |
| 2024  | Brad Dexter          | Joueur, entraîneur      |
| 2024  | Jason Fitzsimmons    | Joueur                  |
| 2024  | June Kelly           | Joueur                  |
| 2024  | Shawn Wheeler        | Joueur                  |